# Пол Фортуні
Пол Фортуні Аубареда (ісп. Pol Fortuny Aubareda; 11 березня 2005, Таррагона) — іспанський футболіст, півзахисник клубу «Реал» (Мадрид).

## Клубна кар'єра
Фортуні — вихованець клубів «Торредембарра», «Реус Депортіу», «Еспаньйол» та «Реал Мадрид». 1 травня 2024 року в поєдинку проти дублерів «Леганеса» гравець дебютував за третій склад останніх у Третьому дивізіоні Іспанії. Того ж року його було переведено в «Реал» (Кастілья).

## Кар'єра в збірній
У 2022 році у складі юнацької збірної Іспанії Фортуні взяв участь у юнацькому чемпіонаті Європи в Ізраїлі. На турнірі він зіграв у матчах проти команд Туреччини, Бельгії, Сербії, Португалії.
У 2024 році у складі юнацької збірної Іспанії Фортуні взяв участь у юнацькому чемпіонаті Європи у Північній Ірландії. На турнірі він зіграв у матчах проти збірних Данії, Туреччини, Італії та Франції. У поєдинку проти італійців Пол забив гол.

## Досягнення
Збірна Іспанії (до 19 років)
- Переможець чемпіонату Європи (до 19 років): 2024